# 乙醇盐
乙醇盐是含有乙醇阴离子C2H5O−的盐，其共轭酸是乙醇C2H5OH。

## 制备
工业上一般用碱金属氢氧化物和乙醇的反应来制备碱金属乙醇盐，传统工艺通过加入苯来和水形成共沸物，带走反应中生成的水使反应向右进行。例如：
NaOH + C2H5OH ⇌ C2H5ONa + H2O
活泼金属直接和乙醇反应也能得到乙醇盐，如：
2 Na + 2 C2H5OH → 2 C2H5ONa + H2↑
对过渡金属乙醇盐，可以采用电解法来制备。复分解法也是常用的方法，如以TiCl4·8NH3为原料直接和乙醇反应：
TiCl4·8NH3 + 4 C2H5OH → (C2H5O)4Ti + 4 NH3 + 4 NH4Cl

## 化学性质
由于乙醇阴离子是比OH−还强的碱，因此，乙醇盐可以和水反应，生成相应金属的氢氧化物，如乙醇钠和水反应：
C2H5ONa + H2O → C2H5OH + NaOH
过渡金属乙醇盐的水解和此类似。四乙醇钛和水反应为分步水解，最终生成Ti(OH)4。